# لاورا پیگوسی
لاورا پیگوسی (پرتغالی: Laura Pigossi؛ زادهٔ ۲ اوت ۱۹۹۴) تنیس‌باز اهل برزیل است.
وی در مسابقات کشوری و بین‌المللی در مجموع برندهٔ ۲ مدال برنز شده‌است.